# Università di Economia Nazionale e Mondiale
L'Università di Economia Nazionale e Mondiale (University of National and World Economy, UNWE) è la più grande e antica università di Economia in Bulgaria e nell'Europa Sud-orientale.

## Storia
L'Università nacque come Libera Università delle Scienze Politiche ed Economiche (Decreto Ministeriale n. 2155 del 5 luglio 1920 del Ministero della Pubblica Istruzione). Nel 1940 (Gazzetta Ufficiale n. 126 del 7 giugno 1940), venne trasformata in Alta Scuola Nazionale delle Scienze Finanziarie ed Amministrative, di seguito nel 1947, venne riorganizzata come Facoltà delle Scienze Economiche e Sociali dell'Università di Sofia.
Nel 1952 (Decreto Ministeriale n. 26, pubblicato nella Gazzetta Ufficiale "Izvestia" n. 10 del 1º febbraio 1952), l'Università ricevette di nuovo la piena autonomia come Istituto Superiore di Economia. Nel 1953, venne chiamata "Karl Marx" (Decreto Ministeriale n. 89, pubblicato nella Gazzetta Ufficiale "Izvestia" n. 23 del 20 marzo 1953).
Nel 1990, il Consiglio Accademico dell'Ateneo prese la decisione che l'Istituto Superiore di Economia "Karl Marx" venisse chiamato Università di Economia Nazionale e Mondiale, atto perfezionato ufficialmente con la Decisione del Parlamento circa la Trasformazione degli Istituti di Istruzione Superiore (Gazzetta Ufficiale n. 68 del 7 luglio 1995).

## Struttura
Attualmente l'Università di Economia Nazionale e Mondiale, con i suoi 45 corsi di laurea a tempo pieno attivi, 500 professori e circa 22 000 studenti, risulta la più grande università dell'Europa sud-orientale. L'Università si articola in 8 Facoltà, 3 Istituti e 14 Centri di Ricerca Internazionali (vd. Monetary Research Center - MRC). Il Sistema del Credito Formativo Universitario (CFU) favorisce ancor di più i consolidati rapporti internazionali dell'Ateneo (l'Università trattiene rapporti con più di 100 università europee, asiatiche ed americane), intensificando i programmi internazionali di cooperazione universitaria, di doppia laurea e di titoli congiunti.
La rivista scientifica ufficiale (in lingua inglese) dell'Università di Economia Nazionale e Mondiale è "Economic alternatives".